# Henry Brougham
Pour les articles homonymes, voir Brougham.
Henry Peter Brougham, né le 19 septembre 1778 à Édimbourg et mort le 7 mai 1868 à Cannes, est un homme politique, orateur et écrivain écossais.

## Biographie
Lord Brougham étudia les sciences et la philosophie avec l'ambition d'entrer au Parlement de Londres. Il travaillera aussi durement pour l'abolition de l'esclavage.
Il montra d'abord une grande aptitude pour les sciences, et fit quelques ouvrages sur la physique et la géométrie ; collabora avec éclat à la Revue d'Édimbourg, et fut, par de grands succès obtenus au barreau, conduit au Parlement (1810), où il se distingua pendant 25 ans dans la défense des réformes libérales.
Il devint pair héréditaire et lord chancelier sous le ministère de Lord Grey (1830), démissionna de ses fonctions en 1834 lors du ministère de Robert Peel, et s'occupa ensuite en particulier de réformes judiciaires et de travaux littéraires.
En 1833, le roi Guillaume IV du Royaume-Uni le nomma à la tête d'une commission parlementaire (1833-45 Commission) chargée de préparer un code pénal englobant le droit statutaire et les règles coutumières de common law. L'utilitariste John Austin fut membre de la commission jusqu'en 1836. Opiniâtre, Henry Brougham consacra près de vingt ans de sa vie à ce projet codificateur qui avorta définitivement en 1853 sous la pression des magistrats et du Chancelier Cranworth.
En 1838, les carrossiers Robinson & Cook créèrent pour lui une voiture, dérivée du coupé, qui porta le nom de brougham et fut très populaire en Angleterre. En novembre de la même année, les patriotes du Bas-Canada à Beauharnois attaquent et font couler un bateau à vapeur portant le nom Henry Brougham.

### Lord Brougham à Cannes
En décembre 1834, il descend par la route en Italie pour soigner sa fille Eleonore Louise atteinte de tuberculose ; la frontière du comté de Nice fermée pour cause de choléra, il rebrousse chemin pour rejoindre Grasse.  Sur le chemin, il s'arrête à Cannes dans un relais de poste, l'auberge de Maître Pinchemal, rue du Port. Particulièrement bien accueilli par l'hôtelier, il reste à Cannes quelques jours et est séduit par le village et les paysages. Il achète un terrain à la Croix-des-Gardes et y fait construire une grande maison à laquelle il donne les prénoms de sa fille, la villa Éléonore-Louise. La construction achevée, il invite ses relations de l'aristocratie anglaise. Cannes est lancée. Lord Brougham devient ensuite un bienfaiteur de la ville. Il a sa statue à côté du palais du festival et est enterré au cimetière du Grand Jas.

## Publications
- Discours au barreau et au Parlement (4 volumes, 1838) ;
- Speeches of Henry Lord Brougham, upon questions relating to Publics Rights, Duties, and Interests[...] (4 volumes, 1838) sur manioc.org : Vol.1 Vol. 2 Vol. 3 Vol. 4
- Esquisses historiques des hommes d'État du temps de George III (1833-1843), traduit en français (1847) ;
- Essai sur la constitution anglaise, (1845) ;
- Voltaire et Rousseau, écrit en français (1845) ;
- Ses Œuvres complètes ont été publiées en 9 volumes in-8 (1855-1857).